# فراتر از قانون (فیلم ۱۹۹۳)
فراتر از قانون (به انگلیسی: Beyond the Law) فیلمی محصول سال ۱۹۹۳ و به کارگردانی لری فرگوسن است. در این فیلم بازیگرانی همچون چارلی شین، لیندا فیورنتینو، مایکل مدسن، کورتنی بی. ونس، لئون ریپی، ریپ تورن، دنیس بارکلی و لری فرگوسن ایفای نقش کرده‌اند.